# Marambat
Marambat é uma comuna francesa na região administrativa de Occitânia, no departamento de Gers. Estende-se por uma área de 9,7 km². Em 2010 a comuna tinha 456 habitantes (densidade: 47 hab./km²).